# أنخيل هرنانديز (حكم كرة قاعدة)
أنخيل هرنانديز هو حكم كرة قاعدة ‏ كوبي، ولد في 26 أغسطس 1961 في هافانا في كوبا.